# Gand-Wevelgem femminile 2017
La Gand-Wevelgem femminile 2017, sesta edizione della corsa e valida come quarta prova dell'UCI Women's World Tour 2017, si svolse il 26 marzo 2017 su un percorso di 145 km. La vittoria fu appannaggio della finlandese Lotta Lepistö, che completò il percorso in 3h53'54", alla media di 37,195 km/h, precedendo la belga Jolien D'Hoore e la statunitense Coryn Rivera.
Sul traguardo di Wevelgem 102 cicliste, su 148 partite, portarono a termine la competizione.

## Squadre e corridori partecipanti
Partecipano alla gara 25 squadre con licenza UCI femminile, ciascuna composta da sei cicliste.
| N.      | Cod. | Squadra                         |
| ------- | ---- | ------------------------------- |
| 1-6     | DLT  | Boels-Dolmans Cycling Team      |
| 11-16   | WHT  | Wiggle-High5                    |
| 21-26   | WM3  | WM3 Pro Cycling Team            |
| 31-36   | LWW  | Lares-Waowdeals Women           |
| 41-46   | LWK  | Lensworld-Kuota                 |
| 51-56   | SVG  | Sport Vlaanderen-Etixx          |
| 61-66   | LBL  | Lotto-Soudal Ladies             |
| 71-76   | TVW  | Team VéloConcept Women          |
| 81-86   | CBT  | Cervélo-Bigla Pro Cycling Team  |
| 91-96   | CPC  | Cylance Pro Cycling             |
| 101-106 | FUT  | FDJ-Nouv. Aquitaine-Futuroscope |
| 111-116 | LPR  | Canyon-SRAM Racing              |
| 121-126 | SER  | Servetto-Giusta                 |

| N.      | Cod. | Squadra                     |
| ------- | ---- | --------------------------- |
| 131-136 | HPU  | Hitec Products              |
| 141-146 | PVD  | Parkhotel Valkenburg-Destil |
| 151-156 | ALE  | ALÉ-Cipollini               |
| 161-166 | SUN  | Team Sunweb                 |
| 171-176 | BTC  | BTC City Ljubljana          |
| 181-186 | SAS  | SAS-Macogep                 |
| 191-196 | BPD  | Bizkaia-Durango             |
| 201-206 | ORS  | Orica-Scott                 |
| 211-216 | VAL  | Valcar-PBM                  |
| 221-226 | DRP  | Drops Cycling Team          |
| 231-236 | BPK  | BePink-Cogeas               |
| 241-246 | ASA  | Astana Women's Team         |

## Ordine d'arrivo (Top 10)
| Pos. | Corridore                 | Squadra       | Tempo    |
| ---- | ------------------------- | ------------- | -------- |
| 1    | Lotta Lepistö             | Cervélo       | 3h53'54" |
| 2    | Jolien D'Hoore            | Wiggle-High5  | s.t.     |
| 3    | Coryn Rivera              | Team Sunweb   | s.t.     |
| 4    | Marta Bastianelli         | ALÉ-Cipollini | s.t.     |
| 5    | Lisa Brennauer            | Canyon-SRAM   | s.t.     |
| 6    | Maria Giulia Confalonieri | Lensworld     | s.t.     |
| 7    | Alice Barnes              | Drops         | s.t.     |
| 8    | Chantal Blaak             | Boels-Dolmans | s.t.     |
| 9    | Elena Cecchini            | Canyon-SRAM   | s.t.     |
| 10   | Sheyla Gutiérrez          | Cylance       | s.t.     |